# Sollevamento pesi ai Giochi della XXX Olimpiade
Le prove di sollevamento pesi ai Giochi di Londra si sono svolte complessivamente tra il 28 luglio e il 7 agosto 2012 all'ExCeL Exhibition Centre. Il programma prevedeva 15 eventi per un totale di 252 atleti, di cui 149 uomini e 103 donne, provenienti da 84 nazioni.

## Calendario
| Uomini |       | 56 kg | 62 kg | 69 kg | 77 kg |  | 85 kg | 94 kg  |  | 105 kg | +105 kg | 8  |
| Donne  | 48 kg | 53 kg | 58 kg | 63 kg | 69 kg |  | 75 kg | +75 kg |  |        |         | 7  |
| Totale | 1     | 2     | 2     | 2     | 2     |  | 2     | 2      |  | 1      | 1       | 15 |

|  | Qualificazioni |  | FINALI |

## Podi

### Uomini
| Evento                   | Oro                         | Perform. | Argento              | Perform. | Bronzo            | Perform. |
| fino a 56 kg (dettagli)  | Om Yun-Chol                 | 293      | Wu Jingbiao          | 289      | Trần Lê Quốc Toàn |          |
| fino a 62 kg (dettagli)  | Kim Un-guk                  | 327      | Óscar Figueroa       | 317      | Eko Irawan        | 317      |
| fino a 69 kg (dettagli)  | Lin Qingfeng                | 344      | Triyatno             | 333      | Kim Myong-hyok    |          |
| fino a 77 kg (dettagli)  | Lü Xiaojun                  | 379      | Lu Haojie            | 360      | Iván Cambar       | 349      |
| fino a 85 kg (dettagli)  | Adrian Zieliński            | 385      | Kianoush Rostami     | 380      | Tarek Yehia       | 375      |
| fino a 94 kg (dettagli)  | Saeid Mohammadpourkarkaragh | 402      | Kim Min-jae          | 395      | Tomasz Zieliński  | 385      |
| fino a 105 kg (dettagli) | Navab Nassirshalal          | 411      | Bartłomiej Bonk      | 410      | İvan Yefremov     | 401      |
| oltre 105 kg (dettagli)  | Behdad Salimi Kordasiabi    | 455      | Sajjad Anoushiravani | 449      | Ruslan Albegov    | 448      |

### Donne
| Evento                  | Oro              | Perform. | Argento              | Perform. | Bronzo            | Perform. |
| fino a 48 kg (dettagli) | Wang Mingjuan    | 205      | Hiromi Miyake        | 197      | Ryang Chun-hwa    | 192      |
| fino a 53 kg (dettagli) | Hsu Shu-ching    | 219      | Citra Febrianti      | 206      | Julija Paratova   | 199      |
| fino a 58 kg (dettagli) | Li Xueying       | 246      | Pimsiri Sirikaew     | 236      | Rattikan Gulnoi   | 234      |
| fino a 63 kg (dettagli) | Christine Girard | 236      | Milka Maneva         | 233      | Luz Acosta-Valdez | 224      |
| fino a 69 kg (dettagli) | Rim Jong-sim     | 261      | Anna Nurmukhambetova | 251      | Ubaldina Valoyes  | 246      |
| fino a 75 kg (dettagli) | Lidia Valentín   | 265      | Abeer Abdelrahman    | 258      | Madias Nzesso     | 246      |
| oltre 75 kg (dettagli)  | Zhou Lulu        | 333      | Tat'jana Kaširina    | 332      | Jang Mi-ran       | 289      |

## Medagliere
| Posizione | Paese          |    |    |    | Totale |
| --------- | -------------- | -- | -- | -- | ------ |
| 1         | Cina           | 5  | 2  | 0  | 7      |
| 2         | Corea del Nord | 3  | 0  | 1  | 4      |
| 3         | Iran           | 2  | 3  |    | 5      |
| 4         | Polonia        | 1  |    | 1  | 2      |
| 4         | Ucraina        | 1  | 0  | 1  | 2      |
| 6         | Canada         | 1  | 0  | 0  | 1      |
| 6         | Taipei cinese  | 1  | 0  | 0  | 1      |
| 6         | Spagna         | 1  | 0  | 0  | 1      |
| 9         | Indonesia      | 0  | 2  | 1  | 3      |
| 10        | Egitto         | 0  | 1  | 1  | 2      |
| 10        | Romania        | 0  | 1  | 1  | 2      |
| 10        | Russia         | 0  | 1  | 1  | 2      |
| 10        | Thailandia     | 0  | 1  | 1  | 2      |
| 14        | Bulgaria       | 0  | 1  | 0  | 1      |
| 14        | Colombia       | 0  | 1  | 0  | 1      |
| 14        | Giappone       | 0  | 1  | 0  | 1      |
| 17        | Corea del Sud  | 0  | 0  | 2  | 2      |
| 18        | Azerbaigian    | 0  | 0  | 1  | 1      |
|           | Bielorussia    | 0  | 0  | 1  | 1      |
|           | Camerun        | 0  | 0  | 1  | 1      |
|           | Cuba           | 0  | 0  | 1  | 1      |
|           | Messico        | 0  | 0  | 1  | 1      |
| Totale    | Totale         | 15 | 14 | 15 | 44     |